# Вокулёр (город)
Вокулёр (фр. Vaucouleurs, на языке средневековой латыни Vallicolor) — город в департаменте Мёз округа Коммерси (Commercy), на левом берегу реки Маас.
В истории Франции город известен тем, что здесь в 1429 году Жанна д'Арк начала свою славную деятельность, убедив начальника местных войск Робера де Бодрикура обеспечить ей дорогу к дофину (Карлу VII) в Шинон.